# The Eras Tour
The Eras Tour je u šesta glavna koncertna turneja američke kantautorice Taylor Swift. Budući da nije bila na turneji za svoje studijske albume Lover (2019.), Folklore (2020.) i Evermore (2020.) zbog pandemije COVID-19, Swift kreće na Eras turneju u znak podrške svim svojim albumima, uključujući svoj posljednji, Midnights (2022.). Ovo je njezina druga turneja na svim stadionima, nakon turneje Reputation Stadium Tour 2018. Dio u SAD-u započeo je 17. ožujka 2023. u Glendaleu, Arizona, i trebao bi završiti 9. kolovoza 2023., u Inglewoodu, Kalifornija.
Koncert turneje Eras koju je Swift opisala kao "putovanje kroz sve [njezine] glazbene ere", koncert je podijeljen u 10 činova, od kojih svaki konceptualno prikazuje jedan od Swiftinih studijskih albuma. Turneja je dobila jednoglasno priznanje kritičara, s naglaskom na koncept, produkciju i modu; recenzije su također hvalile Swiftin vokal, karizmu, muziciranje te njenu izdržljivost i svestranost kao zabavljačice.
Mediji su opisali potražnju za ulaznicama za Eras Tour kao "neviđenu" i "astronomsku", s 3,5 milijuna ljudi koji su se registrirali za pretprodajni program Ticketmastera za koncerte u SAD-u. Web stranica tvrtke srušila se 15. studenoga odmah nakon početka pretprodaje, ali tog je dana prodano 2,4 milijuna ulaznica za turneju, čime je oboren rekord svih vremena za najveći broj ulaznica za koncerte koje je neki umjetnik prodao u jednom danu. Unatoč tome, Ticketmaster se susreo s širokim kritikama i političkim nadzorom zbog debakla, uz optužbe za monopol unutar koncertnog poslovanja.

## Pozadina i razvoj
Kao potporu svom šestom studijskom albumu, Reputation (2017.), Taylor Swift krenula je na Reputation Stadium Tour, svoju petu koncertnu turneju, 2018. godine. Oborila je rekord za najveću zaradu od turneje po SAD-u u povijesti. Zbog izbijanja pandemije COVID-19 početkom 2020., Swift je otkazala svoju zakazanu šestu koncertnu turneju, tada nazvanu Lover Fest, koja je bila planirana kao podrška njenom sedmom studijskom albumu, Lover (2019.), s nastupima na stadionima i otvorenim -zračni prostori i europski festivali. Bez turneje, od 2018., izdala je tri studijska albuma — Folklore (2020.), Evermore (2020.) i Midnights (2022.). Također je objavila ponovno snimljene albume Fearless (Taylor's Version) i Red (Taylor's Version) 2021.
U danima koji su prethodili izlasku albuma Midnights, 18. listopada 2022., Swiftina web stranica u Ujedinjenom Kraljevstvu neizravno je potvrdila nadolazeću koncertnu turneju. Prednarudžba Midnightsa u trgovini u Velikoj Britaniji rezultirala je "posebnim pretprodajnim pristupom kodu za nadolazeće i još nenajavljene datume nastupa Taylor Swift u Velikoj Britaniji." U The Tonight Show Starring Jimmy Fallon 24. listopada, Swift je izjavila da bi "trebala [ići na turneju]" i da "kada dođe vrijeme, [ja ću] to učiniti". Potvrdila je da će se turneja dogoditi "uskoro" na The Graham Norton Showu 28. listopada.
Dana 1. studenog 2022., Swift je u emisiji Good Morning America i putem svojih računa na društvenim mrežama objavila da će se njezina obnovljena šesta koncertna turneja zvati Eras Tour. Opisala ju je kao "putovanje kroz glazbena razdoblja [njene] karijere". To je njezina prva koncertna turneja u pet godina. Dio turneje koji se održava u SAD-u, koji se u početku sastojao od 27 datuma u 20 gradova, započeo je 17. ožujka 2023. u Glendaleu u Arizoni i završit će 9. kolovoza 2023. u Inglewoodu u Kaliforniji. Predvodnici američkog dijela turneje su Paramore, Haim, Phoebe Bridgers, Beabadoobee, Girl in Red, Muna, Gayle, Gracie Abrams i Owenn, od kojih oboje dijele isti datum. Ubrzo nakon, 4. studenog, dodano je osam dodatnih američkih datuma u postojeće gradove, čime je ukupan broj koncerata porastao na 35. Velika potražnja potaknula je dodavanje još 17 koncerata sljedeći tjedan, čineći Eras Tour najvećom američkom turnejom Swiftine karijeri, s 52 datuma, nadmašujući njezinu prethodnu Reputation Stadium Tour (38 datuma); svi gradovi koji sudjeluju u Eras Touru uživaju u dva ili više nastupa nakon dodataka. Međunarodni datumi bit će naknadno objavljeni. Billboard je opisao najavu turneje kao "najavu desetljeća koja izaziva najveći kaos".
Dana 20. siječnja 2023., argentinske dnevne novine El Día tvrdile su da će Swift po prvi put ići na turneju po Argentini, s dva koncerta rezervirana na stadionu Estadio Único Diego Armando Maradona u La Plati 6. i 8. listopada. Također su tvrdili da će Swift ići na turneju u Brazil . 23. siječnja 2023. brazilski novinar José Norberto Flesch izvijestio je putem Universo Onlinea da će Swift ići na turneju po Brazilu između kraja rujna i listopada 2023., obilježavajući njezin povratak u zemlju nakon svog prvog i jedinog nastupa 2012. — ekskluzivnog koncerta za tisuću obožavatelja .
Dana 31. siječnja, roba (majice, dukserice, dodaci) za turneju inspirirana sa svih Swiftinih deset albuma "era" bila je dostupna za kupnju na njezinoj web trgovini.

## Prodaja karata
Ulaznice za prodaju široj javnosti bile su zakazane za 18. studeni 2022. Kao rezultat Swiftinog višegodišnjeg partnerstva s Capital One-om, vlasnici kartica imali su pristup pretprodaji, koja je trebala započeti 15. studenog poslijepodne. Obožavatelji su se mogli registrirati za Ticketmaster Verified Fan program od 1. studenog do 9. studenog kako bi primili kod koji je dopuštao ekskluzivni pristup pretprodaji TaylorSwiftTix za kupnju ulaznica ujutro 15. studenog. Swift je unaprijed potvrdila cijene karata. Cijene su se kretale od 49 $ do 449 $, dok su VIP paketi bili od 199 $ do 899 $.

### Kontroverza oko Ticketmastera
Turneja je zabilježila nevjerojatno veliku potražnju za ulaznicama. Dana 15. studenog, Ticketmasterova web stranica se srušila nakon "povijesno neviđene potražnje s milijun ljudi koji su se pojavili", zaustavljajući pretprodaju. U manje od sat vremena dostupnosti, poslužitelji platforme za prodaju ulaznica "nisu mogli odgovoriti", a korisnici su "ili potpuno odjavljeni ili u redu čekanja od više od 2000 ljudi koji su izgledali smrznuti". Ticketmaster je odmah objavio izjavu u kojoj se kaže da rade na rješavanju problema "budući da stranica nije bila spremna primiti stotina tisuća Swiftinih obožavatelja", a naknadno su izvijestili kako su "stotine tisuća ulaznica" već prodane. Javna prodaja je kasnije otkazana zbog "izuzetno visokih zahtjeva za sustavima prodaje ulaznica i nedovoljno preostalih inventara ulaznica da bi se zadovoljila ta potražnja".
Ticketmaster je bio naširoko kritiziran od strane obožavatelja i kupaca na mreži zbog manjkavog modela prodaje karata koji je ometao kupnju. "Ticketmaster" je postao broj jedan u svijetu na raznim platformama društvenih medija kao što su Twitter i TikTok. CNN Business je izjavio da "astronomska" potražnja ukazuje na Swiftinu popularnost. Međutim, Fortune i Bloomberg kritike su pripisali Ticketmasterovom "često zbunjujućem procesu kupnje u više koraka koji je opterećen dodatnim naknadama", kao i "dugim čekanjima, tehničkim problemima i lošoj korisničkoj službi".
Swift je objavila izjavu 18. studenog 2022. putem svoje priče na Instagramu; rekla je da je "iznervirana" i smatra da je fijasko koji se odvio "mučan". Ustvrdila je da je zaštitnički nastrojena prema svojim obožavateljima i da želi osigurati kvalitetno iskustvo te je ustvrdila da je bilo teško "vjerovati vanjskom entitetu s takvim odnosima i odanostima". Napomenula je da se "neće opravdavati ni za koga jer smo [Ticketmaster] više puta pitali mogu li podnijeti ovakvu potražnju i bili smo uvjereni da mogu." Kasnije tog istog dana, Ticketmaster je izdao ispriku "Taylor i svim njezinim obožavateljima" putem njihovog Twitter računa. Variety je rekao da Ticketmaster–Live Nation ne priznaje krivnju za problem, "bez pardona se braneći" od savezne istrage, te napomenuo da je isprika stigla nakon "rezultativnog pada dionica Live Nationa od gotovo 8% u trgovanju u petak (18. studenoga, 2022.) prije zatvaranja na 66,21 $."

## Komercijalni uspjeh

### Projekcije
Variety je predviđao da će Eras Tour premašiti Reputation Stadium Tour, koji trenutno drži rekord svih vremena za turneju s najvećom zaradom u Sjedinjenim Državama, s 266.100.000 $ od 38 datuma; Eras Tour već je proširen na 52 datuma. Međutim, Variety je primijetio da bi "postavljanje bruto rekorda za međunarodne turneje moglo biti teže" jer engleski pjevač i tekstopisac Ed Sheeran drži rekord sa svojom ÷ turnejom (2017.-19.), koja se sastojala od 255 datuma.

### Pretprodaja
The Eras Tour prodao je više od dva milijuna ulaznica samo prvog dana pretprodaje, oborivši rekord svih vremena za najveći broj ulaznica za koncerte koje je neki umjetnik prodao u jednom danu.

## Produkcija

### Scenografija i rasvjeta
Uprizorenje Eras Toura je ekspanzivno, sastoji se od tri odvojene pozornice - glavne pozornice s ogromnim, zakrivljenim LED ekranom; rombični srednji stupanj; i pravokutna pozornica u obliku slova T na sredini stadiona. Sve su povezane širokom rampom. Pozornice zajedno tvore "hiperaktivnu" hidrauličku platformu, s glavnom i srednjom pozornicom opremljenom mobilnim blokovima koji se uzdižu iz središta i tvore platforme različitih oblika. "Masivna" produkcija turneje uvelike je inspirirana Broadwayem, sadržavajući pirotehniku, zatvoreni vatromet, PixMob LED narukvice (koje je Swift također dala publici na prethodnim turnejama) i tehnologiju projekcije slike. Koncept turneje usredotočen je na izgradnju svijeta i stoga koristi raznolik skup scenskih postava, rekvizita i stilova izvođenja kako bi se prenijela različita raspoloženja i estetika Swiftinih albuma. 

### Kostimografija
Kostimi koje su nosile Swift i njezini prateći plesači, kao i njezini mikrofoni i gitare, na turneji Eras Tour odali su počast njezinom 10 albumu "eras". Bili su inspirirani prijašnjim izvedbama i glazbenim spotovima, s namjerom da se usklade sa sveobuhvatnim temama i paletom ere koju je Swift spominjala kako bi prikazali različite zvučne i vizualne estetike koje je usvojila tijekom svoje karijere. Odjeća i dodaci uglavnom su bili prilagođeni dizajni modnih kuća kao što su Versace, Roberto Cavalli, Oscar de la Renta, Christian Louboutin, Etro, Nicole + Felicia Couture, Zuhair Murad i Alberta Ferretti. Swift je nosila varijacije nekih kostima za različite predstave. Fautso Puglisi, dizajner Roberta Cavallija, izjavio je da je zauzeo "zanatski pristup izradi" dok je prilagođavao odjeću za Swift, fokusirajući se na činjenicu da "sve mora biti privlačno" kada dizajnira za koncerte.

## Sinopsis koncerta
Lako je usporediti jednu od Swiftinih predstava na stadionu s nečim što biste vidjeli na Broadwayu—nikada to nije bilo istinitije nego za The Eras Tour. Set lista je izrezana na izvedbe, grupirane po razdobljima za svaki od deset Swiftinih studijskih albuma. Za svaku eru/djelo, Swift se potpuno posvetio izgledu, dojmu, kostimu, blokiranju boja i još mnogo toga. – David Waiss Aramesh, "Taylor Swift's The Eras Tour Is a 3-Hour Career-Spanning Victory Lap", Rolling Stone
Predstava traje otprilike tri sata i 15 minuta, najduža u Swiftinoj karijeri, i uvelike sadrži elemente kazališta. Sastoji se od 44 pjesme koje su podijeljene u 10 činova — po jedan za svaki Swiftin studijski album. Svaki čin karakterizira određena shema boja, dok su prijelazi između činova olakšani vizualima međuigreja na ekranu i obilježeni promjenama kostima sa zanemarivim prekidima. Koncert Eras Toura uključuje sljedeće nastupe:
1. Lover: Sat na ekranu odbrojava kako bi pokazao vrijeme. Okružena pastelnim lepezastim padobranima, Swift se pojavljuje u svjetlucavom bodiju i čizmama do koljena na sredini pozornice. Koncert otvara pjesmom "Miss Americana & the Heartbreak Prince", koja vodi u "Cruel Summer". Swift zatim isporučuje poruku dobrodošlice. U pratnji plesača izvodi "The Man" i "You Need to Calm Down" u šljokičastom blejzeru, u uredskom setu i pjeva "Lover" na gitari, nakon čega slijedi ogoljena izvedba "The Archer" sama na rampi.
2. Fearless: Dok su zlatne iskre pljuštale, pozornica se okreće prema estetici koja predstavlja Fearless. Swift se ponovno pojavljuje u zlatnoj haljini s resama i seoskim čizmama karakterističnim za njezin rani stil. Sa svojim bendom izvodi pjesme "Fearless", "You Belong With Me" i "Love Story".
3. Evermore: Pozornica usvaja šumsku estetiku. Swift počinje pjevati "''Tis the Damn Season" u "zagorjeloj narančastoj jesenskoj haljini", nakon čega slijedi mračna tema koja vodi do "Willow" u "vještičjoj" seansi; Swift nosi smaragdni ogrtač dok plesači nastupaju sa svjetlećim narančastim kuglama. Nastavlja s "Marjorie", zatim "Champagne Problems" na klaviru prekrivenom mahovinom, završavajući čin s "Tolerate It" na stolu za večeru.
4. Reputation: Radnja počinje vizualnim prikazima zmija. Swift se ponovno pojavljuje u "asimetričnom zmijolikom catsuitu" koji podsjeća na njezine kostime Reputation Stadium Tour, a njezini plesači nose crne trikoe. Ona izvodi visoko energičnu izvedbu "…Ready For It?" s gotičkim plesačicama, te "Delicate" okruženu snopovima svjetla, koja vodi u žestoku izvedbu "Don't Blame Me" uzdignutu harmonijama. Swift skače prema nebu na platformi tijekom vrhunca pjesme. Djelo završava pjesmom "Look What You Made Me Do", koja uključuje vizualne slike Swift iz svih razdoblja zarobljene u staklenim kutijama na ekranu.
5. Speak Now: Zaslon prikazuje apstraktni mozaik ljubičastih svjetala. Swift, u balskoj haljini, izvodi "Enchanted", uz pratnju akustičnih svirala i crescenda cijelog benda.
6. Red: Pozornica postaje crvena, a Swift počinje s "22", noseći modificiranu verziju majice inspirirane hipijima iz službenog spota za pjesmu. Zatim izvodi "We Are Never Ever Getting Back Together" i sažetu verziju "I Knew You Were Trouble" s plesačima odjevenim u crveno, te pjeva "All Too Well (10 Minute Version)" sama na akustičnoj gitari. Čin završava padanjem umjetnog snijega.
7. Folklore: Čin počinje lirskom recitacijom „Seven“. Na pozornici je kabina cottagecore slična onoj sa Swiftina nastupa na 63. dodjeli nagrada Grammy (2021.), osim što je na povišenoj platformi i ima stubište koje se širi kada se platforma podigne. Noseći haljinu s volanima, Swift izvodi "Invisible String" na krovu kabine, "Betty" sa svojim bendom i "The Last Great American Dynasty" s plesačima odjevenim u staru odjeću. Zatim počinje pjevati "August", koja prelazi u "Illicit Affairs" s rockom, nakon čega slijedi "My Tears Ricochet" na sekundarnim pozornicama s koreografijom nalik na pogrebnu povorku. Swift se vraća u kabinu kako bi izvela "Cardigan". Čin završava krijesnicama na ekranu.
8. 1989: "Style" započinje čin, a Swift nosi kratki top s perlama i suknju koja podsjeća na njezin stil iz 2014. i 2015. Prelazeći na sredinu pozornice, plesači voze neonski osvijetljene bicikle za "Blank Space", a koristite plavo osvijetljene palice za golf da razbijete animirani automobil, referenca na službeni glazbeni video pjesme i koreografiju sa Svjetske turneje 1989. Slijedi "Shake It Off" izvedena kao "velika" plesna zabava; "Wildest Dreams" popraćen isječcima para u krevetu; i "Bad Blood" naglašen intenzivnom pirotehnikom.
9. Taylor Swift: Swift izvodi pjesmu iznenađenja na akustičnoj gitari i klavirsku izvedbu svog debitantskog singla "Tim McGraw" na T-pozornici, odjevena u haljinu. Audience PixMob LED narukvice svijetle plavo, aludirajući na tekst pjesme. Swift, u "posebno izvanrednoj" optičkoj iluziji, zatim zaroni u pod pozornice i pliva ispod vode kroz rampu, preko stadiona, do glavne pozornice.
10. Midnights: Val iz iluzije udara u ekran, koji prikazuje Swift kako se penje ljestvama u oblak. Donji ekran se razdvaja, a pomoćni plesači nose oblake dok se Swift ponovno pojavljuje u ljubičastoj bundi kako bi pjevala "Lavender Haze". Ona skida kaput i izvodi "Anti-Hero" s videom sebe kao "Godzillinog stvorenja koje terorizira grad" na ekranu. Plesači se opremaju kišobranima dok Swift pjeva "Midnight Rain" i podvrgava se promjeni kostima na pozornici. Ponovno se pojavljuje u ponoćnoplavom bodiju ukrašenom kamenčićima. Swift zatim izvodi koreografirani "chair dance" za "Vigilante Shit", pod utjecajem "sparne" burleske i mjuzikla Chicago iz 1975. godine. Nastavlja s izvedbama "Bejeweled" i "Mastermind", u kojima obje sudjeluje s cijelom plesnom ekipom. Koreografija za "Bejeweled" odaje počast viralnom TikTok plesu. Ona dodaje jaknu s resama preko bodija za  izvođenje pjesme "Karma", finale. Predstava završava vatrometom, šarenim vizualima i konfetima.

## Popis pjesama
Ovo je popis s prvog koncerta turneje (17. ožujka 2023., u Glendaleu), i nije namijenjen predstavljanju svih nastupa turneje. Svaki od deset činova odgovara jednoj od "era" Swiftovog albuma.
Akt I: Lover
1. "Miss Americana & the Heartbreak Prince"
2. "Cruel Summer"
3. "The Man"
4. "You Need to Calm Down"
5. "Lover"
6. "The Archer"

Akt II: Fearless
1. "Fearless"
2. "You Belong with Me"
3. "Love Story"

Akt III: Evermore
1. "'Tis the Damn Season"
2. "Willow"
3. "Marjorie"
4. "Champagne Problems"
5. "Tolerate It"

Akt IV: Reputation
1. "...Ready for It?"
2. "Delicate"
3. "Don't Blame Me"
4. "Look What You Made Me Do"

Akt V: Speak Now
1. "Enchanted"

Akt VI: Red
1. "22"
2. "We Are Never Ever Getting Back Together"
3. "I Knew You Were Trouble"
4. "All Too Well (10 Minute Version)"

Akt VII: Folklore
1. "Seven" (govorni interludij) / "Invisible String"
2. "Betty"
3. "The Last Great American Dynasty"
4. "August"
5. "Illicit Affairs"
6. "My Tears Ricochet"
7. "Cardigan"

Akt VIII: 1989
1. "Style"
2. "Blank Space"
3. "Shake It Off"
4. "Wildest Dreams"
5. "Bad Blood"

Akt IX: Taylor Swift
1. Pjesma iznenađenja
2. "Tim McGraw"[a]

Akt X: Midnights
1. "Lavender Haze"
2. "Anti-Hero"
3. "Midnight Rain"
4. "Vigilante Shit"
5. "Bejeweled"
6. "Mastermind"
7. "Karma"

### Preinake
- "The 1" je zamijenio "Invisible String" počevši od nastupa u Arlingtonu, osim na drugom nastupu u Nashvilleu, gdje je Swift izvela "Invisible String" u čast klupe u Centennial Parku posvećenoj njoj.
- "Nothing New" je dodana prije "All Too Well (10 Minute Version)" na nastupima koje je otvorila Phoebe Bridgers, koja je pjesmu izvela sa Swift.
- "Long Live" je dodan nakon "Enchanted" kao dio Speak Now acta nakon izlaska Speak Now (Taylor's Version), počevši s nastupima u Kansas Cityju.
- "No Body, No Crime" zamijenila je "'Tis the Damn Season" na nastupima koje je otvorio Haim, koji je pjesmu izveo sa Swift.

### Pjesme iznenađenja
Swift je na svakom koncertu izvodila dvije pjesme iz svoje diskografije kao "pjesme iznenađenja" u devetom činu — prvu na akustičnoj gitari, a drugu na klaviru.
- 17. ožujka – Glendale: "Mirrorball" i "Tim McGraw"
- 18. ožujka – Glendale: "This Is Me Trying" i "State of Grace"
- 24. ožujka – Las Vegas: "Our Song" i "Snow on the Beach"
- 25. ožujka – Las Vegas: "Cowboy like Me" (s Marcusom Mumfordom) i "White Horse"
- 31. ožujka – Arlington: "Sad Beautiful Tragic" i "Ours"
- 1. travnja – Arlington: "Death by a Thousand Cuts" i "Clean"
- 2. travnja – Arlington: "Jump then Fall" i "The Lucky One"
- 13. travnja – Tampa: "Speak Now" i "Treacherous"
- 14. travnja – Tampa: "The Great War" (s Aaronom Dessnerom) i "You're the Your Own, Kid"
- 15. travnja – Tampa: "Mad Woman" (s Dessnerom) i "Mean"
- 21. travnja – Houston: "Wonderland" i "You're Not Sorry"
- 22. travnja – Houston: "A Place in This World" i "Today Was a Fairytale"
- 23. travnja – Houston: "Begin Again" i "Cold as You"
- 28. travnja – Atlanta: "The Other Side of the Door" i "Coney Island"
- 29. travnja – Atlanta: "High Infidelity" i "Gorgeous"
- 30. travnja – Atlanta: "I Bet You Think About Me" i "How You Get the Girl"
- 5. svibnja – Nashville: "Sparks Fly" i "Teardrops on My Guitar"
- 6. svibnja – Nashville: "Out of the Woods" i "Fifteen"
- 7. svibnja – Nashville: "Would've, Could've, Should've" (s Dessnerom) i "Mine"
- 12. svibnja – Philadelphia: "Gold Rush" i "Come Back... Be Here"
- 13. svibnja – Philadelphia: "Forever & Always" i "This Love"
- 14. svibnja – Philadelphia: "Hey Stephen" i "The Best Day"
- 19. svibnja – Foxborough: "Should've Said No" i "Better Man"
- 20. svibnja – Foxborough: "Question...?" i "Invisible"
- 21. svibnja – Foxborough: "I Think He Knows" i "Red"
- 26. svibnja – East Rutherford: "Getaway Car" (s Jack Antonoff) i "Maroon"
- 27. svibnja – East Rutherford: "Holy Ground" i "False God"
- 28. svibnja – East Rutherford: "Welcome to New York" i "Clean"
- 2. lipnja – Chicago: "I Wish You Would" i "The Lakes"
- 3. lipnja – Chicago: "You All Over Me" (s Maren Morris) i "I Don't Wanna Live Forever"
- 4. lipnja – Chicago: "Hits Different" i "The Moment I Knew"
- 9. lipnja – Detroit: "Haunted" i "I Almost Do"
- 10. lipnja – Detroit: "All You Had to Do Was Stay" i "Breathe"
- 16. lipnja – Pittsburgh: "Mr. Perfectly Fine" i "The Last Time"
- 17. lipnja – Pittsburgh: "Seven" (s Dessnerom) i "The Story of Us"
- 23. lipnja – Minneapolis: "Paper Rings" i "If This Was a Movie"
- 24. lipnja – Minneapolis: "Dear John" i "Daylight"
- 30. lipnja – Cincinnati: "I'm Only Me When I'm with You" i "Evermore"
- 1. srpnja – Cincinnati: "Ivy" (s Dessnerom) i "Call It What You Want"
- 7. srpnja – Kansas City: "Never Grow Up" i "When Emma Falls in Love"
- 8. srpnja – Kansas City: "Last Kiss" i "Dorothea"
- 14. srpnja – Denver: "Picture to Burn" i "Timeless"
- 15. srpnja – Denver: "Starlight" i "Back to December"
- 22. srpnja – Seattle: "This Is Why We Can't Have Nice Things" i "Everything Has Changed"
- 23. srpnja – Seattle: "Message in a Bottle" i "Tied Together with a Smile"
- 28. srpnja – Santa Clara: "Right Where You Left Me" (s Dessnerom) i "Castles Crumbling"
- 29. srpnja – Santa Clara: "Stay Stay Stay" i "All of the Girls You Loved Before"
- 3. kolovoza – Los Angeles: "I Can See You" i "Maroon"
- 4. kolovoza – Los Angeles: "Our Song" i "You Are in Love"
- 5. kolovoza – Los Angeles: "Death by a Thousand Cuts" i "You're the Your Own, Kid"
- 7. kolovoza – Los Angeles: "Dress" i "Exile]"
- 8. kolovoza – Los Angeles: "I Know Places" i "King of My Heart"
- 9. kolovoza – Los Angeles: "New Romantics" i "New Year's Day"
- 24. kolovoza – Mexico City: "I Forgot That You Existed" i "Sweet Nothing"
- 25. kolovoza – Mexico City: "Tell Me Why" i "Snow on the Beach"
- 26. kolovoza – Mexico City: "Cornelia Street" i "You're on Your Own, Kid"
- 27. kolovoza – Mexico City: "Afterglow" i "Maroon"